# FXTAS
FXTAS, Fragile X-Associated Tremor and Ataxia Syndrome, är en neurodegenerativ sjukdom som drabbar personer över 50 år. Det är ovanligt att kvinnor drabbas. Tidigare fick många män diagnoser som normalt åldrande, Parkinsons sjukdom, senil demens eller Alzheimers sjukdom eftersom symptomen är liknande, det vill säga balanssvårigheter, skakningar och demens vilka förvärras med åren. Personer med FXTAS har inte samma intellektuella eller rörelsehandikapp som är vanligt hos fragil X-syndromet.
Forskare vid National Institutes of Health i USA var de första att identifiera sjukdomen och länka den till förändringar i FMR1-genen, som är samma gen som ger sjukdomen Fragil X-syndromet.
FXTAS, som liknar Parkinsons sjukdom, är en neurodegenerativ sjukdom, vilket innebär sönderfall av nervceller i hjärnan. Forskarna räknar med att en man på 3000 riskerar att utveckla sjukdomen.